# Emile Claeys

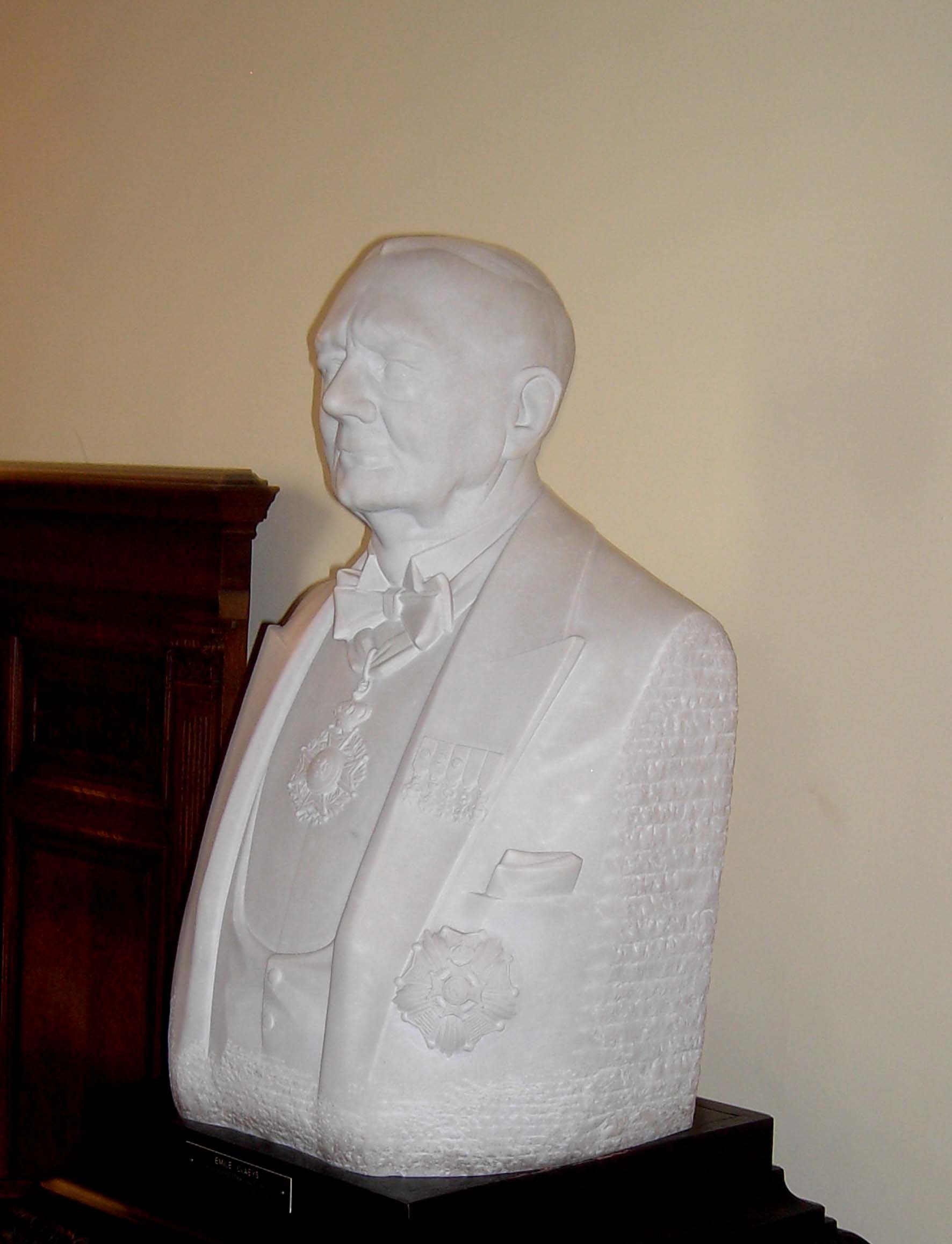
Borstbeeld van Emile Claeys in het Gentse stadhuis.

Emiel Leopold Claeys (Gent, 12 april 1894 – aldaar, 24 februari 1984) was een Belgisch politicus en burgemeester van Gent voor de CVP en van ACW-strekking.

## Levensloop
Hij was de zoon van de Gentse vakbondspionier Theophiel Claeys en de Nederlandse Sophia Pollé en vader van de latere senator Walter Claeys.
Zijn eerste stappen in het beroepsleven zette hij bij dagblad Het Volk, waar hij werkte van 1907 tot 1922. Deze periode werd onderbroken door de Eerste Wereldoorlog toen hij als vrijwilliger werd ingezet aan het front als brancardier.
In 1922 werd hij dan de eerste vrijgestelde van het ACV en in 1926 de medestichter en secretaris van de raad van beheer van nv Volksspaarwezen, later Volksdepositokas en nu VDK Spaarbank. In 1960 werd hij voorzitter van de raad van bestuur van deze bankinstelling.
Van 1946 tot 1981 was hij voorzitter van de Mutualiteit Volksliefde en in dezelfde periode beheerder van de Christelijke Mutualiteit van het arrondissement Gent. In 1957 werd hij voorzitter van het ACW-verbond Gent in opvolging van Edmond Ronse.
Van 1926 tot 1970 was hij voor de katholieken en vervolgens de CVP gemeenteraadslid van Gent, waar hij van 1944 tot 1946 schepen en van 1947 tot 1952 en van 1959 tot 1970 burgemeester was. Van 1932 tot 1957 was hij tevens provincieraadslid van Oost-Vlaanderen en was van 1946 tot 1957 voorzitter van de Oost-Vlaamse provincieraad. Van 1957 tot 1965 zetelde hij bovendien in de Belgische Senaat als rechtstreeks gekozen senator voor het arrondissement Gent-Eeklo.
Emiel Claeys had door al deze mandaten een grote betrokkenheid die vooral sociaal was geïnspireerd. Door de uitbouw van het kanaal Gent-Terneuzen, Sidmar en de aanleg van de E3 (nu E17) heeft hij zijn stempel gedrukt bij de ontwikkeling van Gent en Vlaanderen, waardoor de tewerkstelling en de welvaart een nooit geziene hoogte kende.